# FlightGear
FlightGear é um software livre de simulação de voo gratuito para diversas plataformas e sistemas operacionais, como Linux, OS X e Windows.
Este simulador utiliza as bibliotecas OpenGL, e foi criado por David Murr. Seu desenvolvimento começou em 1997, escrito na linguagem C++, como uma alternativa ao Microsoft Flight Simulator. FlightGear serviu de base para vários outros simuladores comerciais como Virtual Pilot 3D, Flight Pro Sim, Pro Flight Simulator, Earth Flight Sim, Real Flight Simulator e Flight Simulator Plus.
Caracteriza-se pelo seu realismo e possui grande variedade de aeronaves, aeroportos e cenários para download. O foco do time de desenvolvimento do programa é o realismo e a possibilidade do uso para pesquisas. Por isso um jogador que procura somente diversão pode se decepcionar, já que o FlightGear exige um conhecimento mínimo de pilotagem e seus controles são complicados no primeiro uso.

## Multiplayer
Recentemente, o simulador ganhou um modo multijogador online, no qual o jogador pode entrar em servidores (salas), e interagir com outros jogadores. Esse modo é muito elogiado, pois permite que diversos jogadores possam voar livremente entre países do globo, estados e cidades virtuais.

## TerraSync
O próprio simulador oferece 2 tipos de TerraSync (programa que gera construções e elevações geográficas etc.), de acordo em que o jogador explora o globo. Para essa função o usuário tem de ter uma boa configuração gráfica e processadora em seu computador. O jogador tem a opção de fazer o download de partes do globo separadamente via internet. O jogador pode fazer o download dos aeroportos apenas indicando o seu ICAO.

## Comunidade
Como um software livre, FlightGear possuí uma grande comunidade, no qual compartilham modelos de aeronaves, skins (pinturas de companhias aéreas reais).

## Galeria

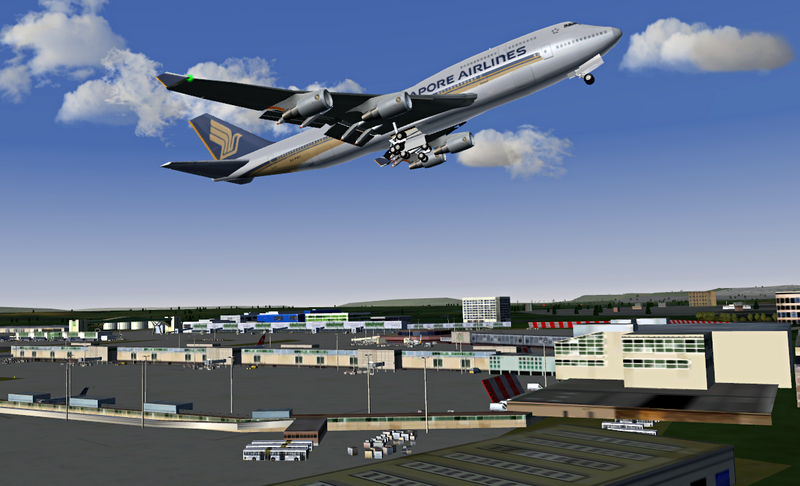
Um Boeing 747-400 da Singapore Airlines decolando no simulador.
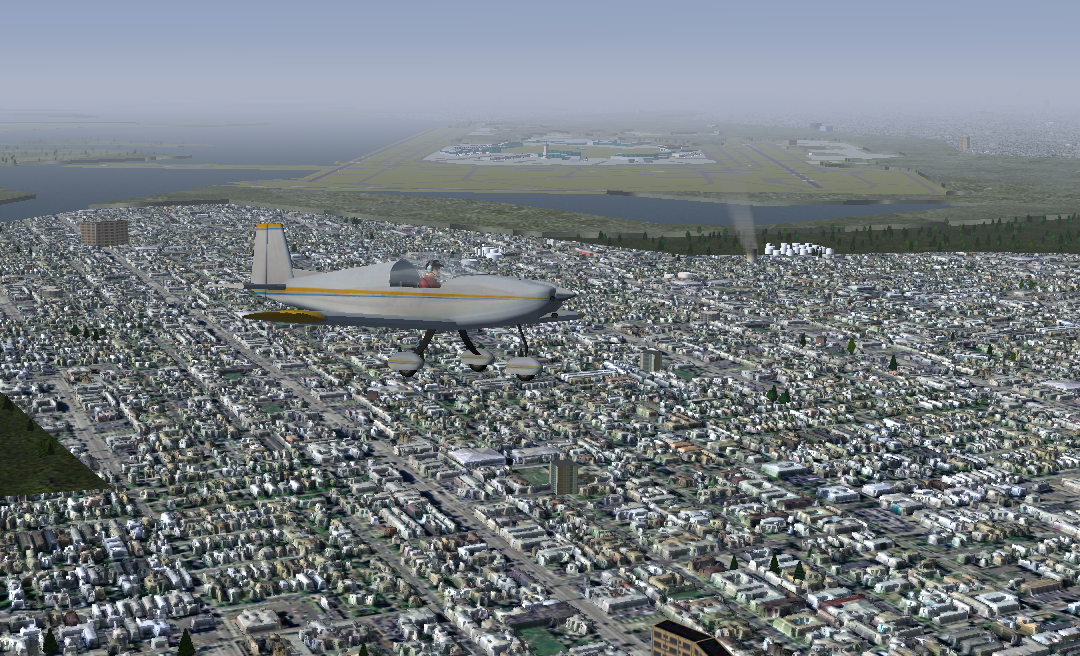
Um Pionner 200 sobrevoando Nova York.
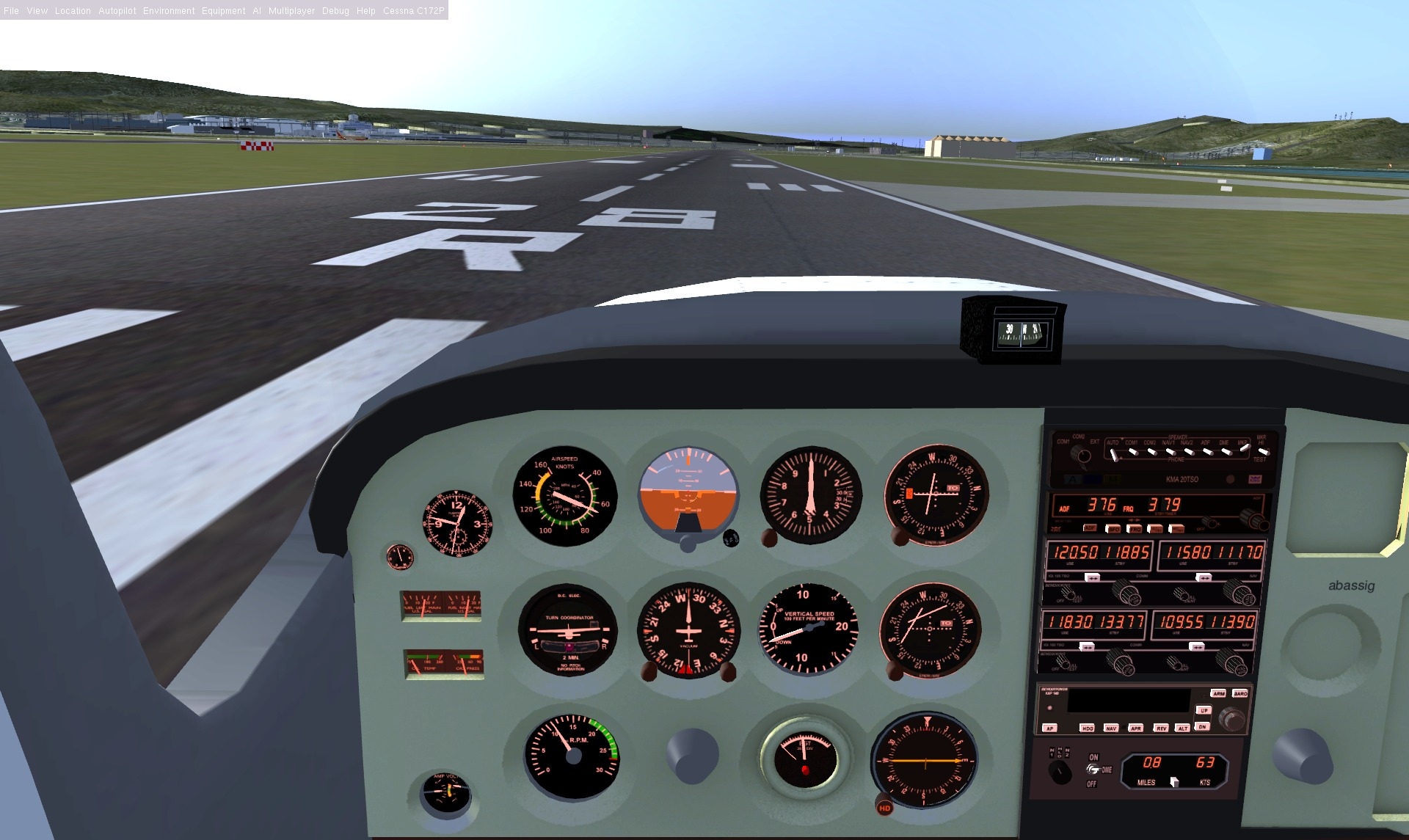
Cockpit de um Cessna 172.